# Кочеров (село)
Ко́черов (укр. Кочерів) — село в Радомышльском районе Житомирской области Украины.
Код КОАТУУ — 1825084801. Население по переписи 2001 года составляет 815 человек. Почтовый индекс — 12264. Телефонный код — 4132. Занимает площадь 3,172 км².
Село расположено на 85 км автодороги М-06 / E 40 (трасса Киев — Житомир).
На юго-восток от села берёт начало река Белка. Также в селе есть два озера, которые называют Белка и Вьюное.

## Известные уроженцы
В селе родился Герой Советского Союза Виктор Карпенко.

## Адрес местного совета
12233, Житомирская обл., Радомышльский р-н, с. Кочеров; тел. 7-22-75.